# رام رحمن
رام رحمن (بالإنجليزية: Ram Rahman)‏ هو مصور هندي، ولد في 1955.